# Новый взгляд
«Но́вый взгляд» — частная российская газета, выходит с 8 июня 1992 года (объём в разные годы — от 2 до 32 полос). Изначально учреждена в 1991 году телекомпанией «ВИD» под названием «Взгляд». После конфликта с «ВИDом», который отказался финансировать газету из-за разногласий с её главным редактором Евгением Додолевым, последний перерегистрировал издание на себя как «Новый взгляд» и привлёк к его финансированию Кирсана Илюмжинова. Часть тиража распространяется в виде приложения к ежедневной газете «Московская правда» (в 1992 по средам, начиная с 1993 года по субботам). С 2005 года издание выходит ежемесячно (ранее выпускалось еженедельно).

## История

### Орган телекомпании «ВИD»

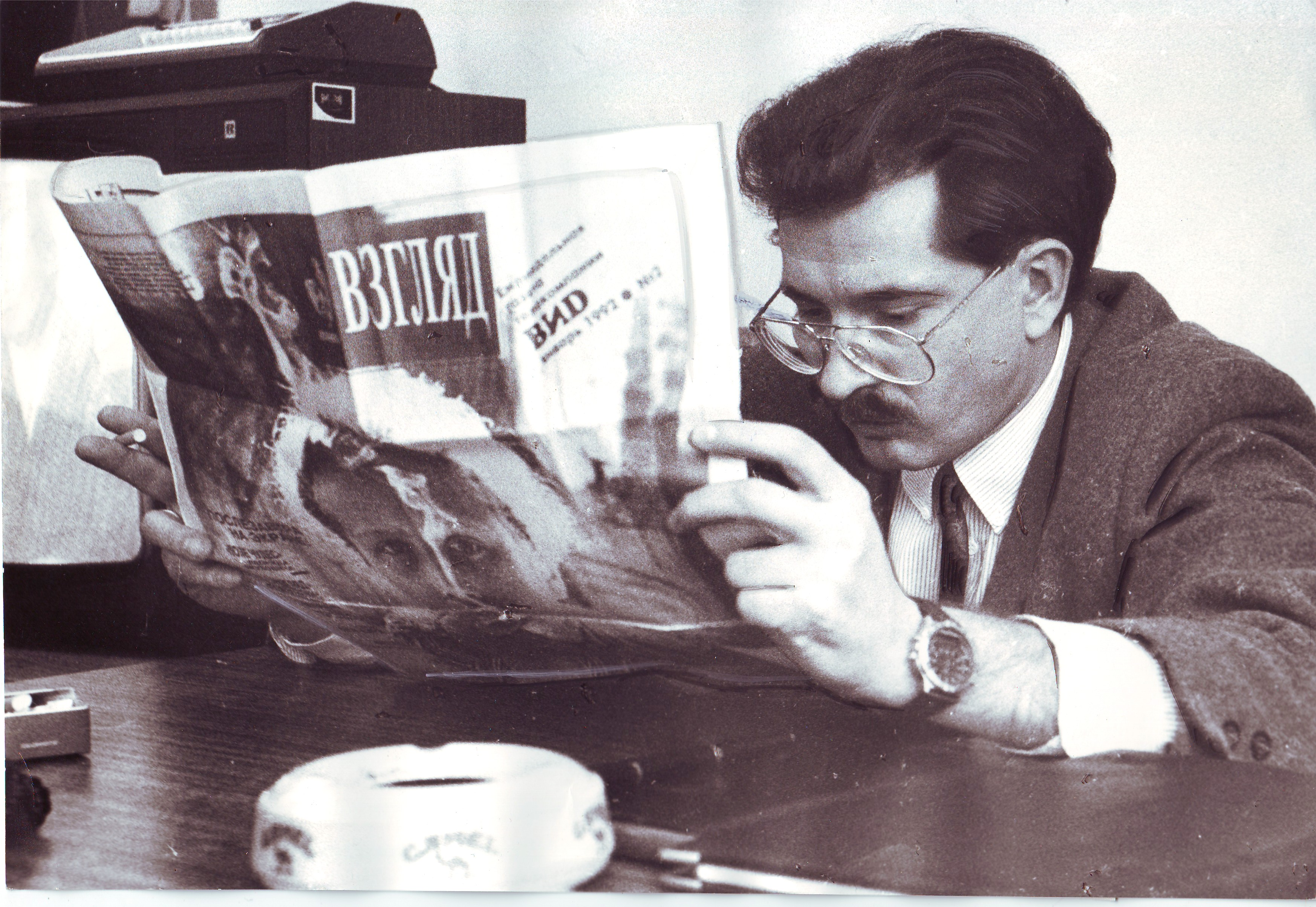
Влад Листьев. 1992 год

Идея создания газеты принадлежала журналисту, генеральному продюсеру телекомпании «ВИD» Владу Листьеву. Осенью 1991 года она была зарегистрирована как печатный орган «ВИDа». Еженедельное издание, которое получило название «Взгляд», позиционировалась как газетная версия одноимённой телепрограммы. По рекомендации сооснователя «ВИDа» Ивана Демидова новый еженедельник возглавил экс-ведущий программы «Взгляд» Евгений Додолев, который имел опыт работы в печатной прессе — в газете «Московский комсомолец» и бюллетене «Совершенно секретно». Первый номер газеты «Взгляд» вышел 15 января 1992 года. В одноимённой программе телеведущий Игорь Кириллов анонсировал появление нового СМИ.
Вскоре в еженедельнике возникла рубрика «Наш бульвар», что вызвало недовольство учредителей газеты. Как указывал «Коммерсантъ», руководители «ВИDа» сочли, что в данной рубрике «преобладал оскорбительный тон по отношению к известным людям и друзьям компании». Публикация в февральском номере «Взгляда» заметки «Макар словил стрижа», посвящённой радиоведущей Ксении Стриж и рок-музыканту Андрею Макаревичу, привела к тому, что, по словам Листьева, «Додолев словил от Макаревича пощёчину», а «ВИD» перестал финансировать издание и сосредоточился исключительно на телевизионной деятельности. Комментируя «Коммерсанту» развитие событий вокруг «Взгляда», главный редактор «Совершенно секретно» Артём Боровик напомнил, что в 1991 году Додолев был уволен из «Совершенно секретно», потому что его деятельность привела к «многомиллионным убыткам и грозила самому существованию газеты».

### «Новый взгляд»
Название «Новый взгляд» газета получила в мае 1992 года. Её издателем стал Евгений Додолев, который перерегистрировал «Новый взгляд» как свою частную газету, а учредителем — Кирсан Илюмжинов, который на тот момент являлся народным депутатом России от Калмыкии, он же и предоставил источники финансирования газеты. После недельной задержки 8 июня увидел свет первый номер обновлённого еженедельника. Как пишет сайт «Нового взгляда», «в оформлении использовались элементы советской символики, что для начала 1990-х было необычно». Своим кредо газета объявила «тотальный плюрализм», «на одной и той же странице соседствовали Виталий Коротич и Александр Проханов».
В 1995 году сотрудник газеты «Новый взгляд» Отар Кушанашвили представил читателям новую полосу «Тусовка», которая привнесла в политизированное до этого издание светский элемент. Позднее, отзываясь о «Новом взгляде», где началась его карьера, Кушанашвили назвал газету «архиреволюционной» по меркам своего времени. По оценке «Парламентской газеты», в первой половине 1990-х «Новый взгляд» имел «культовый» статус.

### «Колонка главного редактора»
Рубрику газеты «Новый взгляд» «Колонка главного редактора» Додолев отдал коллегам: в период 1992—1995 сотни главредов выступили на страницах издания со своими программными текстами. Владислав Старков писал концептуальные статьи, некоторые редактора просто рекламировали свои издания в модной на тот момент газете. Случались и казусы. В начале 1993 года рубрику курировал Отар Кушанашвили. В его задачу входило договориться о колонке и затем адаптировать материал под «нововзглядовский» формат. Однажды Додолеву позвонил главный редактор «Литературной газеты» и поблагодарил за публикацию, отметив между тем, что текст не писал. Оказалось, что куратор рубрики просто смастерил адекватную компиляцию из опубликованных ранее интервью. После этого Кушанашвили от данной работы был отстранён, а вскоре была упразднена и сама рубрика, поскольку за три года на страницах «Нового взгляда» высказались главы всех значимых российских изданий.

## Авторы «Нового взгляда»
В «Новом взгляде» начинал свою профессиональную деятельность Отар Кушанашвили. Газета стала для него хорошей стартовой площадкой: журналиста заметил Иван Демидов и пригласил на телевидение — в программу «Акулы пера», где тот быстро добился общенациональной известности. В новом для себя качестве журналиста и публициста дебютировал на страницах еженедельника рок-музыкант Александр Градский, а такие авторы, как писатель Ярослав Могутин и диссидент Валерия Новодворская, стали известны широкой публике благодаря своим публикациям в «Новом взгляде». В течение 1994 года постоянным автором газеты был писатель Эдуард Лимонов. На её страницах он, в частности, полемизировал с лидером ЛДПР Владимиром Жириновским, которого считал «политическим шарлатаном». В книге «В плену у мертвецов» Лимонов вспоминал о своём опыте сотрудничества с изданием:
Через посредничество моего тогдашнего издателя Шаталова я приземлился в «Новом взгляде», во вкладке в «Московскую правду», «Взгляд» редактировал тогда Евгений Додолев. Весь 1994 год, до того как я стал в ноябре выпускать газету «Лимонка», я печатал свои статьи у Додолева. В «Новом взгляде» собралась тогда сверхпёстрая компания экстремистов всех сортов: от Ярослава Могутина и Валерии Новодворской до автора Жириновского. Я опубликовал в «Новом взгляде» с полдюжины отличных вещей, среди них очерк «Псы войны», так что вспоминаю газету с удовольствием. В ту эпоху в ней присутствовала жизнь. В венах газеты текла кровь. Позднее Додолев стал издателем никому не нужных газет.
В «Новом взгляде» также публиковался философ Александр Дугин.
В газете «Новый взгляд» заявили о себе известные журналисты России: интервьюер Андрей Ванденко, ведущий Игорь Воеводин, репортёр и редактор Валерий Яков. Большинство журналистов, начинавших работать в редакции «Нового взгляда» в 1992 году, впоследствии ушли на телевидение или в другие печатные СМИ. Андрей Ванденко, руководивший газетой во время стажировки Додолева в США (1993—1994), сотрудничал с журналами «Итоги» и «Караван истории». Валерий Яков вместе с Игорем Голембиовским стоял у истоков «Новых Известий» и затем возглавил это издание. Андрей Вульф попробовал свои силы в шоу-бизнесе и в политике. Игорь Воеводин после работы на телевидении занялся литературой, но продолжил публиковаться в «Новом взгляде».
Среди других заметных авторов газеты «Новый взгляд» — киновед Кирилл Разлогов, публикующий статьи о кинематографе, писатель Дмитрий Быков, выступающий по темам массовой культуры, «медиа-идеолог» Марина Леско, готовящая для издания «концептуальные материалы», общественный деятель Гейдар Джемаль, освещающий проблемы геополитики.

## Скандалы

### Плагиат «Недели»
В 1993 году Андрей Ванденко обнародовал плагиат со стороны коллег, которые в приложении «Неделя» к газете «Известия» цитировали «нововзглядовское» интервью Людмилы Зыкиной без указания авторства и источника, тогда же выяснилось, что газета «Собеседник» цензуировала высказывания Ирины Понаровской и Сосо Павлиашвили, которые назвали любимой газетой «Новый Взгляд».

### Дело Новодворской

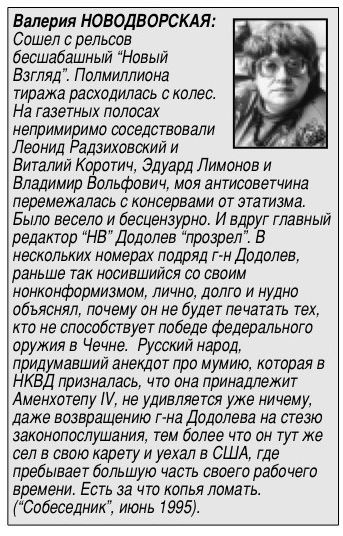

Публикации В. Новодворской последней привели к делу Новодворской по ст. 71 и 74 УК РФ («Пропаганда гражданской войны» и «Разжигание межнациональной розни»).
В соответствии с правовыми нормами (ст. 207 УПК РСФСР) материалы «Дела Новодворской» были направлены прокурору города Москвы. Однако 8 августа 1995 года прокуратурой Центрального округа Москвы дело было прекращено. Редакция прекратила сотрудничество с радикальной журналисткой, поскольку её чрезмерно экстравагантные заявления и позиция по т. н. «чеченскому вопросу» не вызывали взаимопонимания у членов редколлегии, хотя сама Новодворская (на страницах «Собеседника») намекала на вмешательства спецслужб. В интервью британскому телеканалу «BBC One» главный редактор газеты Додолев прокомментировал аннулирование контракта с экстремальным колумнистом лаконично: «Это больше не смешно» (англ. It’s not funny anymore. Not at all). И добавил, что публикации Лимонова и Проханова в «Новом Взгляде» не могут сбалансировать «радикально-либеральный элемент».
Адвокат лидера ДС Генри Резник считал:

…что в действиях Новодворской «нет прямого умысла на совершение преступления». По мнению адвоката, Новодворская в своих статьях лишь высказывала своё мнение по поводу тех отрицательных качеств русского человека, о которых до неё заявляли Пётр Чаадаев, Николай Гоголь, Александр Пушкин и Владимир Ульянов (Ленин)… В самом же постановлении о возбуждении уголовного дела не содержится конкретных высказываний Новодворской, а лишь выводы экспертов и общие фразы.

Обратив внимание на указанные огрехи, адвокат заявил ходатайство о прекращении дела.
Из заявления Русского ПЕН-центра:

Считаем необходимым напомнить слова Виссариона Белинского о том, что «тот, кто любит свою Родину, тот особенно ненавидит её недостатки». Мы не будем вдаваться в подробности тех литературных форм и приёмов, которыми так блистательно владеет Валерия Новодворская, но мы хотим сказать о том, что процесс над Новодворской из процесса над художественным словом в мгновение ока превратился в политический процесс.

Из обращения, направленного координационным совещанием правозащитных организаций в честь 20-летия Московской Хельсинкской группы в адрес Председателя Верховного Совета Республики Беларусь:

Обвинение поражает своей абсурдностью: в качестве пропагандистских материалов, преследующих цель посеять межнациональную вражду, фигурируют не листовки или плакаты ДСР, а статьи Новодворской, написанные в жанре художественно-публицистического эссе. Уголовно наказуемой становится литературная форма: сарказм, гротеск, стилистические фигуры, образность.

Обвиняемая выпустила книгу «Прощание славянки» куда и вошли публикации из газеты «Новый Взгляд», материалы дела и речи.
В своих интервью Новодворская отмечала:

Вы процитировали статью 93-го года, написанную для додолевского «Нового взгляда» — эта газета имела очень большой тираж и состояла из розыгрышей. Там все журналисты были обозначены в ироническом ключе: меня представили как главного экстремиста во взглядах, Лимонова — как главного гранатомётчика, и писать нужно было только в парадоксальной форме.

Новодворская на страницах «Нового времени» утверждала:
Самая «отвязанная» газета «Новый взгляд» 12 декабря 1994 года уволила (хозяин – Евгений Додолев) всех журналистов, выступивших против войны в Чечне
Тем не менее, отказа в публикациях опальные писатели не знали. С госпожой Новодворской редакция рассталась по идеологическим мотивам, а вовсе не из-за прессинга властей. И тогдашние аутсайдеры — как и раньше — имели возможность высказываться по любому поводу.

### Судебная палата по информационным спорам
В том же году свежесозданная Судебная палата по информационным спорам при Президенте Российской Федерации, обратила внимание на экстравагантное издание, популярное среди тогдашней молодёжи:

Рассмотрев содержание публикаций в еженедельнике «Новый Взгляд»: «Сиськи в тесте» (№ 49), «Любовник-людоед» (№ 7), «Серийные убийства» (№ 125), «Женоубийцы» (№ 4), «Феномен Сильвестра Сталлоне» (№ 4) и некоторых других, выслушав заключение экспертов установила:
«Во многих случаях номера еженедельника попадают в руки подростков, приносятся последними в школу, где подобные указанным выше публикации становятся предметом широкого обсуждения среди сверстников»

Судебная палата решила: 1. Признать что, указанные публикации в еженедельнике «Новый Взгляд» являются основанием для предупреждения главному редактору о прекращении судом деятельности «Нового Взгляда». 2. Направить все материалы в Комитет Российской Федерации по печати — как регистрирующий орган — для принятия в отношении «Нового Взгляда» предусмотренных законом мер.

Поскольку заявление палаты от 17 марта 1994 года было проигнорировано редакцией, последовали более радикальные решения. Судебная палата «руководствуясь пунктами 4, 9, 29 Положения о Судебной палате», рассмотрела содержание публикации «Чеченский узел. 13 тезисов» в газете «Новый Взгляд», результатом чего стало возбуждение уголовного дела. Автор злополучной статьи Слава Могутин был вынужден эмигрировать в США после чего публиковался и в «Новом Взгляде», и в «Лимонке» Эдуарда Лимонова. Именно «нововзглядовскую» площадку писатель использовал для полемики с властью, публикуя открытые письма в Генпрокуратуру РФ.
Правоохранительные органы проявляли интерес к Могутину и Лимонову (в контексте их сотрудничества с «Новым Взглядом») продолжительное время. Об этом вспоминал журналист-эмигрант в своей работе «Америка в моих штанах»:

Недавно звонил Додолев, сказал, что в редакцию «Нового Взгляда» приходили менты с автоматами (хорошо хоть не с овчарками!) — искать меня. У них, якобы, появилась информация о том, что я тайком приехал в Москву. Они, видимо, решили, что раз я продолжаю публиковаться в НВ, то целыми днями сижу в редакции и жду, когда они меня наконец повяжут. Лимонова тоже начали теребить. В нашу квартиру на Арбате, где он сейчас живёт, недавно приходил участковый

## Издательский дом
Во второй половине 1990-х на базе еженедельника «Новый взгляд» был выстроен одноимённый издательский дом. В разные годы им выпускались политические издания «Моя газета» (1995—1997) и «Социалистическая Россия» (1997—2005), таблоид «Секрет&Тайна» (1996—1997), газета о ночной жизни «Ночное рандеву» (1995—1997) и другие СМИ. После запуска издательским домом «Музыкальной правды» и линейки светских ежемесячных журналов, газета «Новый взгляд» стала меньше внимания уделять музыкальному аспекту отечественного шоу-бизнеса. Большинство проектов не пережили экономический кризис 1998 года и прекратили своё существование в силу нерентабельности. Сейчас помимо «Нового взгляда» в издательский дом входит только одно периодическое издание — еженедельник «Музыкальная правда», посвящённый поп-музыке и российскому шоу-бизнесу.

### Секрет&Тайна
«Секрет&Тайна» — российский таблоид, первое российское издание с номинальными главными редакторами, в качестве которых выступали социально-значимые персоны. Первое в России издание, в котором было две обложки, подчёркивающую амбивалентность позиционирования и тот факт, что у журнала два главных редактора: журнал состоял из двух условных тетрадей, одну из которых («Секрет») номинально редактировал редактор-мужчина, а вторую («Тайна») вела редактор-женщина. Журнал был формата A3 с матовой бумагой. Копродукция ИД «Новый Взгляд» и бельгийского концерна Post Shop. Журнал был официально зарегистрирован под названием «Секрет», но в дистрибуцию поступал под развёрнутым названием «Секрет&Тайна». Обычный таблоид, стандартный образец бульварной журналистики. При этом — первое российское издание в котором опробован распространённый в мировой медиаиндустрии маркетинговый приём, когда на должность главного редактора приглашаются социально-значимые персоны с тем, чтобы заинтересовать корреспондирующую аудиторию (в настоящем случае — поклонников известного музыкального коллектива с одной стороны, и именитой актрисы — с другой). С самого начала у журнала была два главных редактора — известные в ту пору деятели российского шоу-бизнеса: продюсер Бари Алибасов и актриса Лидия Федосеева-Шукшина для привлечения максимального числа подписчиков. Акцентировалось различие между двумя частями журнала («Секрет» и «Тайна»). И на уровне слогана, и на уровне оформления: «алибасовская» фронтальная обложка всегда была чёрной, а последняя обложка Шукшиной — белой, хотя столь же игривой.
Журнал был создан в рамках маркетингового продвижения популярной в то время группы «На-на», его подавали:

как рекламную акцию группы «На-на», а именно как презентацию Международного музыкального клуба. Члены клуба имеют право раз в три месяца бесплатно получать иллюстрированный журнал «Секрет», а раз в два месяца — серию других журналов.

С 1995 года партнёры («Новый Взгляд» и Post Shop) выпускали линейку ежемесячных журналов: женский глянец «Молодая и привлекательная», журнал фотокомиксов «Страна любви», издание для поклонников эзотерики «Сила духа». С 1997 года — журнал «Альянс».
Хотя издатель использовал ту же команду, что и в других своих проектах, журнал «Секрет» не отличала характерная для «Нового Взгляда» идеология: это было исключительно коммерческое начинание (и по изначальному позиционированию, и по оперативному исполнению).
Среди авторов журнала:
- Игорь Воеводин, писавший репортажи и литературные зарисовки;
- Отар Кушанашвили, который готовил музыкальные обзоры и беседы со знаменитостями;
- Эдуард Лимонов[46];
- Наталья Медведева;
- Слава Могутин, присылавший заметки из США[47];
- Александр Никонов, который, помимо рецензий и эссе, публиковал в журнале фрагменты книг.

Издание просуществовало всего полтора года и было закрыто после трагической смерти главы концерна Post Shop Джо Стамбули. При этом бельгийский концерн продолжал выпускать другие издания, но без участия российского партнёра.

### Моя газета
«Моя газе́та» — еженедельная газета, одно из периодических изданий России. Позиционировалась как оппозиционная аналитическая трибуна социалистической ориентации. Когда в конце мая 1995 года «Независимая газета» приостановила свой выход, Андраник Мигранян решил заполнить возникший вакуум новым проектом. Название придумал академик Шаталин. С газетой сотрудничали академики и политологи, среди авторов — Леонид Абалкин и другие учёные. «Независимая газета» возобновила выход осенью того же года, но перестала быть независимой — её контролировал Борис Березовский[3]. Поэтому многие авторы «НГ» продолжали сотрудничать с «Моей газетой» даже в контексте возобновления выхода газеты Третьякова. Издание активно участвовало в президентской гонке Мартина Шаккума (1996).
Накануне дефолта 1998 года Издательский дом «Новый Взгляд» стал испытывать трудности экономического характера и проект был закрыт. На его базе позднее выпускался аналитический еженедельник «Социалистическая Россия». В определённой степени «Моя газета» являлась рупором избирательного объединения «Моё Отечество» и Международного фонда экономических и социальных реформ «Реформа», которое Шаккум возглавил после смерти Шаталина в 1997 году.